# Елгавский театр
Елгавский театр (латыш. Jelgavas teātris) — профессиональный репертуарный латышский драматический театр, основанный в 1919 году в Елгаве и прекративший работу в 1953 году.

## История театра
Театр был открыт в 1919 году, после ухода из города вооружённых формирований Павла Бермонта-Авалова, потерпевших поражение в ходе своего неудачного наступления на Ригу.
Первые выступления проходили на сцене зала Елгавского латышского общества, руководителем театра был актёр Рижского латышского театра Я. Стакле. В первом сезоне труппа состояла целиком из актёров-любителей. С 1922 года в её состав были включены профессиональные актёры З. Андерсоне, Р. Чакарс, А. Кокалис, Н. Порука.
В 1924 году было основано Елгавское театральное общество, которое работало в театре. На это время приходится и первая постановка Елгавского латышского театра — пьеса Анны Бригадере «Илга».
В 1924—1930 годах художественным руководителем стал Янис Клява, перешедший не задолго от этого из Лиепайского нового театра. В труппе работали актёры: Т. Банга, Э. Эзериня, Ж. Дулпиньш, Ж. Копшталс, Н. Крауклис, Э. Лиците, Э. Приндуле, В. Силе, Э. Тауриня, М. Вердиньш, А. Абеле, Р. Бривманис, Я. Озолиньш, Н. Залитис; сценограф А. Сперталс и художник по костюмам М. Спертале.
Репертуар состоял главным образом из произведений латышской классики. Пьесы Яниса Райниса «Индулис и Ария» (1925), «Огонь и ночь» (1928), а также «Иосиф и его братья» (1930) были поставлены режиссёром Я. Клявой.
В начале 1920-х годов вниманием публики пользовались оперетты. Наибольший успех пришёлся на «Сильву» Имре Кальмана, где заглавную партию пела Э. Эзериня. В дальнейшем её место заняла Э. Приндуле, известная по своему дуэту с В. Круминьшем. Сценическим консультантом музыкальных постановок была А. Куминя.
В 1930-х годах труппа была увеличена за счёт перешедших из других театров актёров и некоторого количества новичков, в частности именно здесь начинала сценический путь известная актриса Эльза Радзиня. Режиссёрами работали Ж. Копшталс и Я. Закис. Несколько спектаклей поставил Ю. Юровский. На этот период приходится появление в репертуаре пьес Мольера и Карло Гольдони.
В театральном сезоне 1940/1941 года директором театра был Эвалд Валтерс. На смену ушедшим из театра актёрам пришли Л. Эрика, В. Силиниекс, М. Штале, Х. Зоммерс. По идеологическим соображениям была поставлена пьеса латышского революционного писателя Леона Паэгле «Боги и люди» (1940).
В годы нацистской оккупации репертуар состоял из произведений латышской и немецкой классики. Режиссёр Освальд Глазниекс поставил пьесы «Перед восходом солнца» Герхарта Гауптмана (1942), «Заговор Фиеско в Генуе» Фридриха Шиллера (1943), «Женитьба Мюнхгаузена» М. Зиверта (1943) и «Злой дух» Рудольфа Блауманиса (1943).
После окончания Второй мировой войны театр, который теперь получил официальное название Государственный елгавский драматический театр Латвийской ССР, некоторое время работал в Риге, в здании бывшего Эстонского общества, на ул. Лиела Нометню, 62. Художественным руководителем был Жанис Брасла (1944—1950), актёры: Э. Баруне, А. Калнейс, Э. Мерцс, Р. Мустапс, Я. Кукелис, М. Печунс, Э. Радзиня, К. Скангалес, Х. Айгарс, Н. Леймане, И. Лиепа, В. Лиепиня, В. Сингаевска, В. Валиниеце, Х. Велзе, А. Витолс.
Среди премьер этого времени можно отметить «Грозу» и «Без вины виноватые» Александра Островского, «Месяц в деревне» Ивана Тургенева, «Коварство и любовь» Фридриха Шиллера, «С любовью не шутят» Кальдерона, «Тюркаре» Алена Рене Лесажа.
В 1953 году работа театра была прекращена.